# Drive-by-Wire

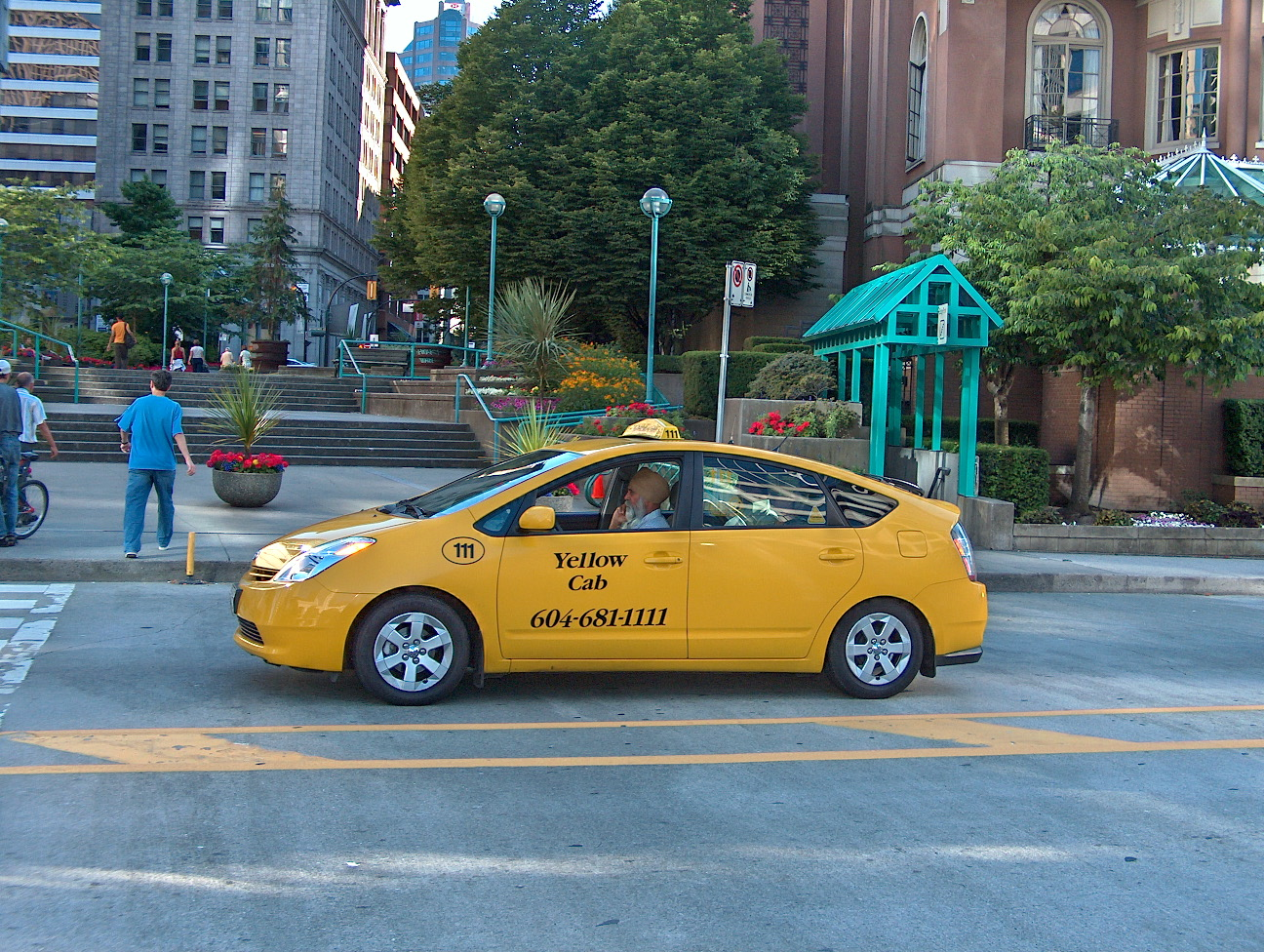
Toyota Prius с компьютерным управлением

Drive-by-Wire— сервопривод, электронная цифровая система управления автомобилем.
Водитель управляет бортовым компьютером, а не непосредственно автомобилем.
Компьютер исполняет команды с учётом показаний датчиков,
включая-выключая сервомоторы,— по проводам.

## Достоинства
Можно в той или иной мере реализовать «мечту водителя» — машину, действующую по принципу «делай то, что я хочу». Например, нажатый до упора тормоз может означать не «зажать тормозные диски с максимальным усилием», а «остановиться как можно быстрее», и уже дело ЭВМ — решать, как остановиться.
В обычных автомобилях расположение некоторых органов управления во многом диктуется компоновкой агрегатов. Drive-by-wire позволяет перенести их в любое удобное место — например, переключать передачи кнопками на руле.
Также это позволяет автоматизировать некоторые рутинные действия — удерживание скорости или полосы, парковку в стеснённых местах.

## Недостатки
В первую очередь это — дороговизна и пониженная надёжность. Например, если дроссель, трансмиссия и зажигание выходят из-под контроля водителя, остановить машину станет невозможно.
Возможны ошибки контроллера, вызванные невозможностью получения необходимой информации, её недостаточным характером или искажением, либо отсутствием учёта всех возможных вариантов программным обеспечением — например, для экстренной остановки на рыхлом грунте надо не удерживать колесо крутящимся, а, заблокировав, «зарыть» его в грунт (этот недостаток характерен для современной системы АБС), однако надёжное определение типа грунта в движении при современном уровне технологий практически невозможно. Управление автомобилем, особенно в нестандартных ситуациях, требует учёта множества факторов, информацию о некоторых из которых может надёжно получить только сам водитель — например, очень сложно при помощи датчиков получить надёжную информацию о типе и состоянии дорожного покрытия, степени его обледенения в гололёд и т. п.
Руль служит не только для передачи управления автомобилю, но и передаёт водителю информацию о состоянии передних колёс («обратная связь»). При переходе на drive-by-wire водитель лишается этого важного «органа чувств»; использование технологии force feedback — всего лишь полумера (хотя в авиации уже давно отработаны системы управления с необратимыми бустерами (усилителями), в которых какая либо прямая связь между органами управления и исполнительным механизмом отсутствует, а «обратная связь» на органах управления создаётся полностью искусственно при помощи специальных загрузочных механизмов). Кроме того, в случае отказа системы водитель лишается возможности напрямую управлять автомобилем, что законодательно запрещено в ряде стран[уточнить].
По этим причинам рулевое управление редко полностью переводят на Drive-by-Wire (хотя «парковочные ассистенты» с возможностью автоматического контроля управляемых колёс при парковке стали обычной ситуацией). Но такие автомобили есть, — например, в Infiniti Q50 руль никак механически не связан с колёсами. Это же не даёт применить для управления автомобилем устройство типа джойстик, не обеспечивающее резервного ручного режима управления, — хотя и такие автомобили существовали, например, SAAB 9000 Prometheus.

## Современное состояние
В серийных автомобилях применяются такие системы, частично реализующие принцип drive-by-wire:
- Антиблокировочная система
- Электронный контроль устойчивости
- Электронное управление тягой и торможением в гибридных автомобилях.

Электронное управление рулём применяется в небольших обслуживающих машинах наподобие электрокаров, но никогда — в дорожных автомобилях (хотя существуют концепт-кары с электронным рулевым управлением). В автороботах, участвующих в DARPA Grand Challenge, часто применяются наработки автопроизводителей из области drive-by-wire.